# Vevey
Vevey (arpità: Vevê, francès: Vevey) és un municipi de Suïssa del cantó de Vaud, cap del districte de la Riviera-Pays-d'Enhaut. Està situat a la riba del Llac Léman i està agermanat amb el municipi francès de Carpentras.